# Mary Arden
Mary Arden (ok. 1540 – 1608) – matka Williama Shakespeare’a. Pochodziła ze znanej w hrabstwie Warwickshire rodziny Ardenów. 
Najmłodsza z ośmiorga rodzeństwa. Jej rodzicami byli: Marry Webb (ur. 1511) i Robert Arden, posiadacz dóbr ziemskich w Snitterfield, którzy wzięli ślub około 1530 roku. Po śmierci swojego ojca odziedziczyła część jego ogromnego majątku. 

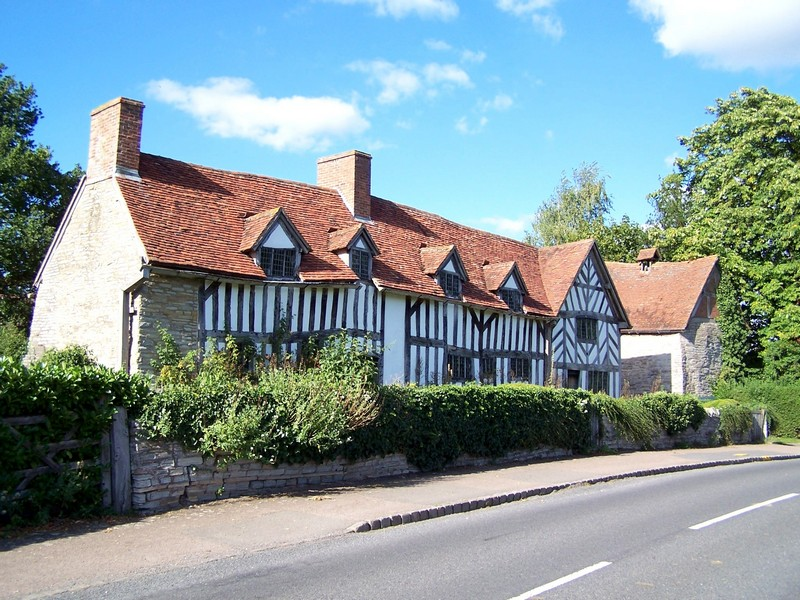
Dom Mary Arden

Poślubiła Johna Shakespeare’a prawdopodobnie w roku 1557. Mieli ośmioro dzieci: 
- Joan (1558 – 1569)
- Margaret (1562 – 1563)
- William (1564 – 1616)
- Gilbert (1566 – 1611)
- Joan (1569 – 1646)
- Anne (1571 – 1579)
- Richard (1574 – 1612)
- Edmund (1580 – 1607).